# Zorlențu Mare
Zorlențu Mare is een Roemeense gemeente in het district Caraș-Severin.
Zorlențu Mare telt 928 inwoners.